# Zeccone
Zeccone là một đô thị ở tỉnh Pavia trong vùng Lombardia, có cự ly khoảng 20 km về phía nam của Milan và khoảng 10 km về phía đông bắc của Pavia. Tại thời điểm ngày 31 tháng 12 năm 2004, đô thị này có dân số 1.350 người và diện tích là 5,5 km².
Zeccone giáp các đô thị: Bornasco, Giussago, San Genesio ed Uniti.